# Minshutō Seiken Kōtai ni Sekinin o motsu Kai
Das Minshutō Seiken Kōtai ni Sekinin o motsu Kai (jap. 民主党政権交代に責任を持つ会, dt. etwa „Versammlung, die Verantwortung für die Regierungsübernahme durch die Demokratische Partei übernimmt“), eigene Kurzbezeichnung Minshutō Kokumin no Koe (民主党国民の声, „Demokratische Partei – Stimme des Volkes“) war eine Gruppe von Abgeordneten im Shūgiin, dem Unterhaus des japanischen Parlaments. Sie wurde am 17. Februar 2011 von 16 Mitgliedern der Demokratischen Partei (DPJ), darin vor allem Mitgliedern der Ozawa-Gruppe, der Faktion des ehemaligen Parteivorsitzenden Ichirō Ozawa, gegründet. Vorsitzender der Gruppe war Kōichirō Watanabe.
Im Spendenskandal um Ichirō Ozawa begann der Gerichtsprozess im Januar 2011; gleichzeitig diskutiert die Demokratische Partei über Disziplinarmaßnahmen bis zum Parteiausschluss, die die Anhänger Ozawas aber zu verhindern suchen. Während der Beratungen über die haushaltsbezogenen Gesetze für das im April beginnende Jahr 2011 kündigten die 16 Abgeordneten ihren Austritt aus der DPJ-Fraktion und die Gründung einer neuen Fraktion an. Sie wollen zunächst Parteimitglieder bleiben, drohen aber, die Haushaltsgesetze zu blockieren, falls die Parteiführung unter Naoto Kan gegen Ozawa vorgeht. Bei der Abstimmung über den Haushalt selbst, der mit einfacher Mehrheit im Shūgiin beschlossen werden kann, enthielten sich die 16 Abgeordneten durch Abwesenheit. Der Exekutivrat der Partei kündigte Disziplinarmaßnahmen an.
Mit dem Erdbeben in Tōhoku im März 2011 traten die innerparteilichen Konflikte zunächst vorübergehend in den Hintergrund. Aber zum Jahresende verließen Watanabe und eine Reihe weitere Mitglieder der Gruppe die Demokratische Partei ganz und gründeten die Shintō Kizuna. Nachdem 2012 auch Ozawa selbst ausgetreten war, wurden vor der Shūgiin-Wahl 2012 15 der ursprünglichen 16 Mitglieder der Gruppe nach verschiedenen Zwischenstationen Mitglied von Ichirō Ozawas Zukunftspartei, Hiroshi Kawaguchi wechselte zur Nippon Ishin no Kai. Alle 16 verloren 2012 ihr Mandat.

## Gründungsmitglieder
- Shino Aihara
- Mitsuji Ishida
- Akira Ishii
- Tamiko Kasahara, Generalsekretärin (kanjichō)
- Hiroshi Kawaguchi
- Tomotarō Kawashima
- Chōuemon Kikuchi
- Masae Kobayashi
- Sadatoshi Kumagai
- Nobuaki Miwa
- Tomohiko Mizuno
- Masahiro Ōyama
- Kazuo Takamatsu
- Juntarō Toyoda, stellvertretender Vorsitzender (kaichō daikō)
- Kōichirō Watanabe, Vorsitzender (kaichō)
- Yoshihiko Watanabe